# Eryalus tigrinus
Eryalus tigrinus är en skalbaggsart som först beskrevs av Thomson 1878.  Eryalus tigrinus ingår i släktet Eryalus och familjen långhorningar. Inga underarter finns listade i Catalogue of Life.